# Festival international de l'affiche et du graphisme de Chaumont
 (février 2014).
Depuis 1990, le festival Chaumont Design Graphique célèbre l'affiche et les graphistes. C'est un événement de renom international et le premier festival français dans cette catégorie.
Les principaux lieux d'exposition sont tous à Chaumont : au Centre national du graphisme Le Signe, au rez-de-chaussée des Silos (Maison du livre et de l'affiche), à Tisza Textil, à la chapelle des jésuites, et à l'Entrepôt des subsistances.

## Fonds Gustave Dutailly
Gustave Dutailly, (1846-1906), député de la Haute-Marne, était un collectionneur passionné par les affiches. Sa collection en rassemble près de 5 000, parmi lesquelles certaines sont signées Henri de Toulouse-Lautrec (1864-1901), Jules Chéret (1836-1932), Pierre Bonnard (1867-1947), Leonetto Cappiello (1875-1942), Eugène Grasset (1845-1917), Adolphe Léon Willette (1857-1926), Jules Alexandre Grün (1868-1934), etc. Dutailly a légué à la ville de Chaumont sa collection, ainsi qu’une bibliothèque riche de 3 500 volumes, en 1905. C'est la redécouverte de ce fonds dans les années 1980 qui sera le déclencheur des activités de Chaumont autour du graphisme. La ville de Chaumont a organisé une exposition sur sa collection et sa vie en 2006.

## Histoire
En 1990, le maire de Chaumont, Cyril de Rouvre, et Thierry Simon, un conseiller de la chambre régionale des comptes, décident de créer le festival de l'affiche, afin de valoriser et d’enrichir le fonds Dutailly. Le projet a été poursuivi par le maire suivant, Jean-Claude Daniel, à partir de 1995, et Pascal Grisoni, conseiller général, qui décident d'étendre le festival à toutes les formes du graphisme.
Le fonds comprend aujourd’hui plus de 40 000 affiches ou productions graphiques, et s’enrichit chaque année d’environ 2000 pièces.
En 2008 le nouveau maire Luc Chatel se pose lui aussi en "continuateur". 
Philippe Nolot, vice-président, lui succède et devient le premier président du Festival à ne pas être issu de la mairie.

## Direction
Alain Weill, spécialiste de l'affiche et collectionneur, a assuré la direction artistique jusqu'en 2001 et a été assisté par Florence Robert. L'année suivante, une équipe lui succède, composée à la direction artistique de 3 graphistes issus du collectif Grapus: Pierre Bernard, Alex Jordan et Vincent Perrottet et de Jean-François Millier assisté d'Étienne Bernard au poste de délégué général. Après le décès de Jean-François Millier, Étienne Bernard fut nommé délégué général.
Depuis 2010, Étienne Hervy assure la direction du festival.

## Concours
Plusieurs concours sont organisés, primant les meilleurs affiches produites au cours de l’année :
- Le concours international, qui récompense les meilleurs affiches créées par des artistes internationaux ;
- La sélection française (depuis 2010), qui récompense les meilleurs affiches créées par des artistes français ;
- Le concours d'affiches "Étudiants, tous à Chaumont !" créé en 1994 par Manuel Delannoy, alors étudiant-graphiste, dans le cadre de son DNSEP à l'École supérieure d'art et de design d'Amiens (ESAD), il l'a organisé et en a eu la direction artistique pendant 3 ans. En 2002, sous la direction artistique de Pierre Bernard, Alex Jordan et Vincent Perrottet, le concours devient thématique. Depuis 2011, il est ouvert à d’autres formes du graphisme comme l’édition ou le multimédia ;
- Au départ les workshops portaient sur le même sujet que le concours étudiant et se déroulaient une semaine avant le festival. Sous la conduite d’une dizaine de graphistes invités, la seule règle était de réaliser les affiches à la main, avec l’aide d'une photocopieuse. En 2010 les workshops sont intégrés à la période du festival. En 2012 leur sujet et leur fonctionnement sont ouverts aux propositions des graphistes invités à les animer.

Lauréats du concours international:
- 1990: Gunter RAMBOW (Allemagne)

- 1991: Yuri BOKSER (Russie)

- 1992: Niklaus TROXLER (Suisse)

- 1993: Piotr MLODOZENIEC (Pologne)

- 1994: Atelier de Création Graphique (France)

- 1995: Nous Travaillons Ensemble (France-Allemagne)

- 1996: Henning Wagenbreth (Allemagne)

- 1997: Ralph SCHRAIVOGEL (Suisse)

- 1998: Gunter RAMBOW (Allemagne)

- 2000: Gérard PARIS-CLAVEL (France)

- 2001: Ronald Curchod (Suisse)

- 2002: pas de concours

- 2003: Giichi OKAZAKI (Japon)

- 2004: Michal BATORY (France-Pologne)

- 2005: Martin WOODTLI (Suisse)

- 2006: Andrey LOGVIN (Russie)

- 2007: Maureen MOOREN et Daniel VAN DER VELDEN (Pays-Bas)

- 2008: Annik TROXLER (Suisse)

- 2009: Esther NOYONS (Pays-Bas)

- 2010: Ralph SCHRAIVOGEL (Suisse)

- 2011: Cornel WINDLIN (Suisse)

- 2012: Frédérc TESCHNER (France)

- 2013: Kirill BLAGOTATSKIKH (Russie)
- 2017 : Ralph SCHRAIVOGEL (Suisse)[3],[4]
- 2019 : Studio DeValence (France)
- 2021 : Gilbert SCHNEIDER, Karolina PIETRZYK et Tobias WENIG (Allemagne, Pologne)

Sujets des concours "Étudiants, tous à Chaumont !":
- 2002 : « Image du monde, monde des images »
- 2003 : « Drogue »
- 2004 : « Discrimination »
- 2005 : « Tout ce qui est humain est nôtre »
- 2006 : « Derrière la révolte des Banlieues »
- 2007 : « Le réchauffement de la planète »
- 2008 : « Les hommes et les femmes »
- 2009 : « Avoir 20 ans »
- 2010 : « Le graphisme, qu’est-ce que c'est ? »
- 2011 : « À textes ouverts »
- 2012 : « Graphisme dans l’espace public, la forme qui agit »
- 2013 : « La révolution ne sera pas télévisée »
- 2014: « L'affichage »
- 2015: « Unmapping the World »
- 2017 : « Faire Signe »
- 2019 : « Faire Assemblée »
- 2021 : « Ce monde que nous partageons »

## Affiches du festival
En 1990, pour sa première édition, le festival (qui s'appelait simplement Festival d'affiches de Chaumont) demande à Raymond Savignac de créer son affiche. De cette image sera extrait un logo qui, sous forme de clin d'œil, rend hommage à ce grand affichiste disparu en 2002.
De 1990 à 2001, le festival avait un thème, pratique abandonnée en 2002 à partir de la 13e édition.
- 1990, Raymond Savignac,  France
- 1991, Atelier de création graphique,  France - Cinéma
- 1992, Catherine Zask,  France - Nature et environnement
- 1993, Alain le Quernec,  France - Jazz pop rock
- 1994, Jean Widmer,  France - Affiches d'expositions
- 1995, Michel Bouvet,  France - Affiches politiques et sociales
- 1996, André François,  France - Arts de la scène
- 1997, Michel Quarez,  France- Jeux de lettres
- 1998, Claude Baillargeon,  France - Photographie
- 1999, Annick Orliange,  France - Musiques
- 2000, Nous travaillons ensemble,  France - Engagement politique et social
- 2001, la Fabrique d'images,  France - Qui commande ?
- 2002, Sylvain Enguehard,  France
- 2003, Michal Batory,  France
- 2004, Change is Good (José Albergaria,  Portugal & Rik Bas Backer,  Pays-Bas)
- 2005, M/M,  France
- 2006, Pascal Colrat,  France
- 2007, Mathias Schweizer,  Suisse
- 2008, Frédéric Teschner,  France
- 2009, Henning Wagenbreth,  Allemagne
- 2010, Karel Martens,  Pays-Bas
- 2011, Vier5,  Allemagne
- 2012, Jean-Marc Ballée,  France
- 2013, Christophe Jacquet,  France
- 2014, Loulou Picasso,  France
- 2015, Maureen Mooren,  Pays-Bas
- 2017, Formes Vives,  France
- 2019, Inès Cox,  Belgique
- 2021, DIA Studio,  États-Unis

En 2009, pour célébrer les 20 ans du festival, vingt affiches ont été créées par 20 graphistes de 16 pays différents :
- 2009
  - Paulina Matusiak,  Pays-Bas
  - Christoph Niemann,  États-Unis
  - Alexandra Noth,  Suisse
  - Pony ldt,  Royaume-Uni
  - Megi Zumstein,  Suisse
  - Thonik,  Pays-Bas
  - Radovan Jenko,  Suisse
  - Claudia Roethlisberger,  Suisse
  - Dima Kavko,  Russie
  - Alejandro Magallanes,  Mexique
  - Henning Wagenbreth,  Allemagne (Lauréat du concours international 1997)
  - Isidro Ferrer,  Espagne
  - Vanessa Vérillon,  France
  - Piotr Mlodozeniec,  Pologne
  - Jan En Randoald,  Belgique
  - R2 design,  Portugal
  - Istvan Orosz,  Hongrie
  - Haichen Zhu,  Chine
  - Shin Matsunaga,  Japon
  - Reza Abedini,  Iran.

## Centre international du graphisme
En 1996, Jean-Claude Daniel, alors maire de Chaumont, confie à Jean-François Millier, délégué général du Festival, une étude portant sur les évolutions possibles du Festival. La création d'un centre international du graphisme est alors envisagée, en cohérence avec le projet de Maison du livre et de l'affiche, prévu à l'origine du Festival par Alain Weill. Le Signe, Centre national du graphisme ouvre finalement ses portes à l'automne 2016. Véritable ambassadeur du design graphique, le Signe a pour objet de contribuer au rayonnement du graphisme et d'en induire une connaissance accrue de la discipline.